# Dobraljevo
Dobraljevo är en ort i Bosnien och Hercegovina.   Den ligger i entiteten Federationen Bosnien och Hercegovina, i den centrala delen av landet, 40 km nordväst om huvudstaden Sarajevo. Dobraljevo ligger 671 meter över havet och antalet invånare är 463.
Terrängen runt Dobraljevo är kuperad, och sluttar norrut.Runt Dobraljevo är det ganska tätbefolkat, med 93 invånare per kvadratkilometer.. Närmaste större samhälle är Zenica, 14,2 km norr om Dobraljevo. 
I omgivningarna runt Dobraljevo växer i huvudsak lövfällande lövskog.